# Organização Mundial de Gastroenterologia
A Organização Mundial de Gastroenterologia (World Gastroenterology Association, ou Organisation Mondiale de Gastro-Entérologie), fundada em 29 de maio de 1958, é uma federação que engloba mais de 100 sociedades e associações nacionais de Gastroenterologia, representando mais de 50.000 gastroenterologistas ao redor do mundo.